# Mucken (Kartenspiel)

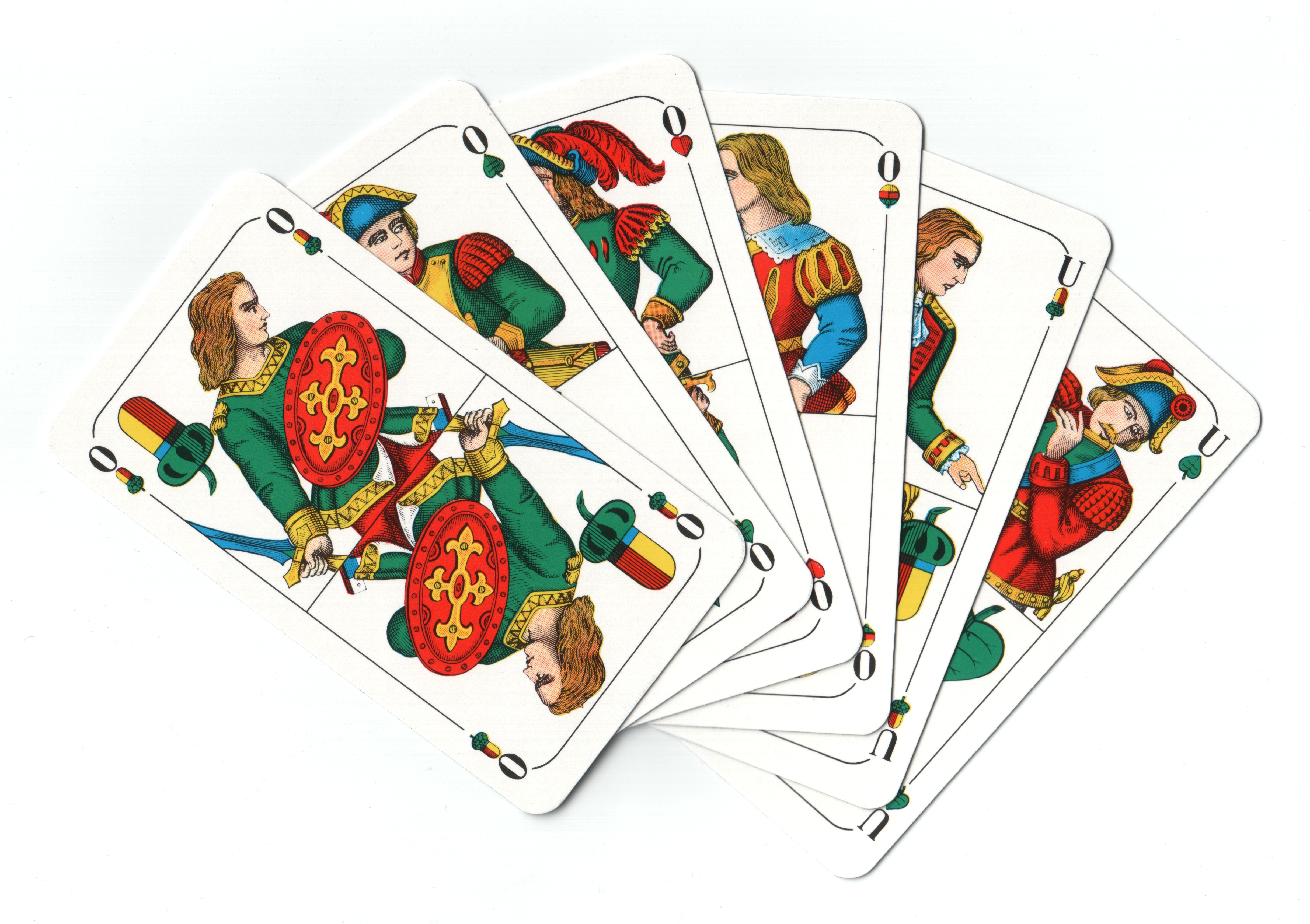
Ein „Muck Auf“

Mucken ist ein Kartenspiel für vier Personen (in der Variante „Sechsermuck“ auch für sechs), das dem Schafkopf ähnelt bzw. davon abgeleitet ist. Mucken wird hauptsächlich in (Nord-Ost-)Oberfranken gespielt und gehört zur fränkischen Wirtshauskultur. Zwar überschneiden sich teilweise die Muck-Regeln mit denen des Schafkopfs, allerdings ist Mucken ein eigenständiges Spiel, und nicht alle Schafkopf-Regeln können 1:1 auf das Mucken angewandt werden. Der grundsätzliche Unterschied zum Schafkopf ist, dass beim Mucken immer zwei Spieler als Paar zusammenspielen, und es normalerweise keine Soli oder Rufspiele gibt. Die genauen Regeln unterliegen regionalen Gepflogenheiten und variieren mitunter stark von Ort zu Ort.
Mucken wird mit dem kurzen bayerischen bzw. fränkischen Blatt (mit 24 Karten) gespielt. Das Verwenden des langen Blattes (mit 32 Karten) ist eher unüblich.
Gespielt werden Spiele, deren Ergebnisse nach regional verschiedenen Verfahren erfasst werden. Meist werden Bobbl gespielt, wobei das Siegerpaar Punkte für ein gewonnenes Spiel erhält. Das Paar, das zuerst einen definierten Spielstand erreicht, gewinnt den Bobbl, die Verlierer bekommen ihn. Mitunter werden mehrere Bobbl auch noch zu einem Hänger zusammengefasst. Teils kommen auch andere (dem Schafkopf entnommene) Verfahren zur Auswertung zum Einsatz.
Zu Beginn jedes Spiels werden alle Karten gemischt und vollständig an alle Spieler ausgegeben (beim kurzen Blatt erhält jeder Spieler sechs Karten). Dann folgt eine Ansagerunde, bei der festgelegt wird, welches Spiel in welcher Variante gespielt wird. Schließlich gibt jeder Spieler jeweils eine Karte zu. Welche Karte zugegeben werden darf oder muss, hängt vom angesagten Spiel ab. Vier Karten ergeben jeweils einen Stich (eine Karte von jedem Spieler). Das Paar, welches den jeweiligen Stich gemacht (gewonnen) hat, erhält die Karten des Stichs und die dadurch repräsentierten Punkte. Am Ende jedes Spiels werden die Stiche gezählt. Je nach angesagtem Spiel und dem erreichten Punktwert der jeweiligen Stiche der beiden Paare wird ermittelt, welches Paar gewonnen hat, und wie viele Wertungs-Punkte es erhält.
Beim Mucken im Wirtshaus wird oft vereinbart, dass das Verlierer-Paar pro Bobbl oder Hänger einen definierten Geldbetrag an das Gewinner-Paar bzw. einen Teil der Zeche bezahlen muss („a Hänger a Seidla“) o. Ä. Bei Muckturnieren erfolgt i. d. R. eine Gesamtwertung der Ergebnisse mehrerer Runden, z. B. anhand der gewonnenen Bobbl, der in den verlorenen Bobbl erreichten Punkte etc.

## Spielmaterial und -vorbereitung

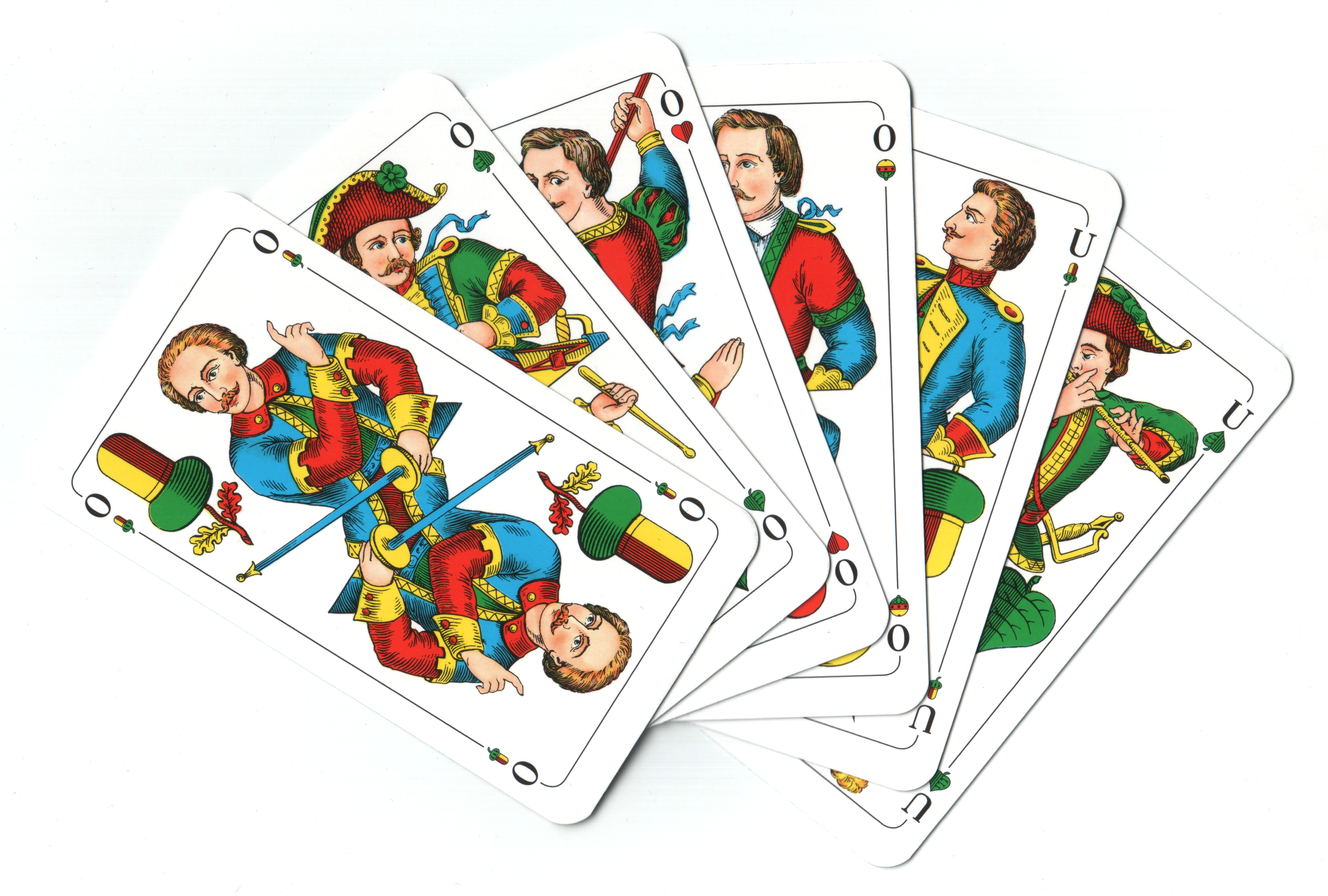
Deutsche Spielkarten mit fränkischem Bild

### Spieleranzahl und Spielkarten
Gemuckt wird mit vier Spielern. Die beiden diagonal gegenübersitzenden Spieler spielen als Paar fest zusammen. Eine Ausnahme bildet der sog. (meist weniger ernst gemeinte) Sechsermuck, bei dem sechs statt vier Spieler mucken, in zwei „Paaren“ zu je drei Spielern, die dann V- und umgekehrt-V-förmig zusammenspielen. In aller Regel wird aber von vier Spielern gemuckt.
Es werden deutsche Spielkarten benutzt. Regional unterschiedlich kommt das gebräuchlichere bayerische oder auch das fränkische Bild zum Einsatz. Gespielt wird mit den 24 Karten des kurzen Blattes, also ohne 6er, 7er und 8er. Jeder Spieler erhält also pro Spiel anfangs sechs Karten. Das Verwenden des langen Blattes mit allen 32 Karten, wie es auch außerhalb von Franken und Teilen der Oberpfalz beim Schafkopf die Regel ist, ist beim Mucken unüblich.
Abgesehen davon wird noch ein Spielstandzettel oder -block benötigt, um die durch die Spiele erreichten Punkte festzuhalten.

### Kartenwerte
Jeder Spielkarte ist – unabhängig vom angesagten Spiel – ein fixer Punktewert zugeordnet. Die Werte entsprechen denen des Schafkopfs. Alle Karten zusammen zählen 120 Punkte/Augen. Die Verteilung ist wie folgt:
| Karte            | Symbol | Wert (Augen) |
| ---------------- | ------ | ------------ |
| Ass/Sau/Daus     | A      | 11           |
| Zehn             | 10     | 10           |
| König            | K      | 4            |
| Ober/Geier/Bauer | O      | 3            |
| Unter/Wenz       | U      | 2            |
| Neun             | 9      | 0            |

### Zugelassene Spiele
Vor dem Beginn wird vereinbart, welche Spiele gespielt werden, und welche Wertigkeit diese haben. Fester Bestandteil des Muckens ist der Muck, bei dem alle Ober, Unter und roten Karten Trumpf sind. Weiterhin wird normalerweise immer mit dem Wenz gespielt, bei dem nur die Unter Trumpf sind. Regional unterschiedlich gibt es weiterhin den Geier, bei dem die Ober als Trumpf zählen. Eine regionale und recht ungewöhnliche Besonderheit sind Farb-Soli beim Mucken: Hier wird dann (anders, als der Terminus „Solo“ vermuten lassen würde) als Paar ein Muck gespielt, allerdings sind nicht die Roten Trumpf, sondern eine andere Farbe.
Die Regeln bezüglich der zulässigen Spiele und deren Reihenfolge variieren stark von Ort zu Ort. Gängig ist z. B. „Wenz über Muck“, „Muck über Wenz“, „Muck über Wenz über Geier“ oder auch „Geier über Wenz über Muck“. Normalerweise gibt es zusätzlich zu den „einfachen“ Spielen auch noch die Möglichkeit, ein Spiel zu erhöhen, indem man es schneider oder schwarz ansagt (s. u.).
Sofern mit Geier gespielt wird, und der Muck höher als der Geier ist, sollte man folgendes bedenken: Wird ein Geier angesagt, ist sehr wahrscheinlich, dass der jeweilige Spieler Ober und Asse hat. Somit kann sein Mitspieler – in ungefährer Kenntnis der Karten seines Mannes – dazu verleitet werden, einen Muck darüber zu sagen, da dieser mehr Punkte bringt („Dann können wir aber auch einen Muck spielen“).
Als Argument für die Variante „Wenz über Muck“ könnte gelten, dass ein Wenz oft risikoreicher und schwerer zu gewinnen ist als ein Muck, und man, wenn der Muck höher ist, typischerweise mit relativ schlechten Karten einen Muck über einen vergleichsweise guten Wenz sagen kann.

## Spielverlauf

### Ausmucken/Auskarten der Paare
Sofern die Paare zu Beginn noch nicht feststehen, kann ausgemuckt werden. Hierbei werden zunächst alle Karten umgekehrt auf dem Tisch verteilt, und jeder Spieler zieht eine. Der Spieler mit der höchsten Karte in der Reihenfolge eines Mucks ist der Geber für das folgende Auskarten bzw. Ausmucken. Dieses Verfahren kann auch zu einem späteren Zeitpunkt genutzt werden, um einen Geber zu definieren, beispielsweise nach einem Tischwechsel bei einem Muckturnier. Auch kann man so den ersten Geber bestimmen, wenn die Paare vorher schon feststehen.
Die erste Karte legt der ermittelte Geber in die Mitte des Tischs. Diese legt die fest, um welche Art Karten es geht (z. B. Ober, Neuner etc.). Alle weiteren werden reihum, beginnend links vom Geber, einzeln offen an die Spieler ausgeteilt. Der Spieler, der die erste Karte derselben Art bekommt, die in der Mitte des Tischs liegt, ist bei der ersten Runde der Geber. Der zweite Spieler, der eine passende Karte erhält, bildet mit dem ersten ein Paar. Damit ist das Auskarten beendet.

### Mischen, Abheben und Geben
Pro Spiel werden am Anfang zunächst alle Karten gemischt und ausgeteilt. Dies übernimmt der Geber. Beim nächsten Spiel wird der Spieler links des Gebers zum nächsten Geber.
Der Geber mischt zunächst alle Karten. Dann kann bzw. muss der Spieler rechts vom Geber abheben. Hierbei gelten mitunter Regeln, wie etwa, dass mindestens drei Karten abgehoben und auch liegenbleiben müssen, dass mindestens ein Mal und höchstens zwei Mal abgehoben werden darf etc.; vor allem auf Muckturnieren ist i. d. R. das Abheben genau geregelt. Sofern es so vereinbart ist, kann evtl. auch geklopft werden, d. h., dass keine Karten abgehoben werden, sondern nur auf den Kartenstapel geklopft wird. Die abgehobenen Karten werden unter den übrigen Kartenstapel gelegt.
Anschließend werden die Karten ausgegeben. Normalerweise werden, beginnend mit dem Spieler links des Gebers, im Uhrzeigersinn zwei Runden lang verdeckt drei Karten gegeben, so dass jeder Spieler sechs Karten erhält. Beim Klopfen werden i. d. R. alle sechs Karten auf einmal gegeben. Auch andere Gebemodi („drei zwei eins rückwärts“, beginnend beim Geber etc.) werden mitunter praktiziert, meist aber eher humoristisch gemeint bzw. in der Hoffnung, so eine Pechsträhne zu beenden.
Bei einem Muckturnier werden normalerweise ein Mal mindestens drei Karten abgehoben, wobei mindestens drei Karten liegen bleiben müssen, und es werden immer zwei Mal drei Karten im Uhrzeigersinn ausgegeben. Klopfen ist meist nicht erlaubt.
Der Spieler links des Gebers kommt raus, das heißt, er oder sie beginnt mit der Ansage.

### Spielansage
Wenn alle Spieler ihre Karten bekommen haben, wird vereinbart, welches Spiel in welcher Variante gespielt wird. Der Spieler links des Gebers beginnt mit dem Ansagen. Kann oder will ein Spieler nichts ansagen, kann er auch passen (i. d. R. durch das Sagen von „weiter“; darüberhinausgehende Äußerungen könnten als Telefonieren gewertet werden, also dass man seinem Mitspieler – regelwidrig – einen Hinweis auf die eigenen Karten gibt). Hat ein Spieler „weiter“ gesagt, darf er i. d. R. in dieser Ansagerunde nichts mehr sagen. So es ist z. B. normalerweise nicht möglich, dass ein Spieler erst „weiter“ sagt, sein Mitspieler dann einen Muck, und er dann auf einen Schneidermuck erhöht, es sei denn, es gibt eine weitere Ansagerunde.
Ein folgender Spieler kann ein höherwertiges Spiel „über“ das Spiel des vorherigen Spielers ansagen (auch der eigene Partner). In diesem Fall gilt das Spiel als abgenommen, und es beginnt eine neue Ansagerunde.
Beispiel (wenn „Muck über Wenz“ gespielt wird):
- Der 1. und 2. Spieler sagen „weiter“, der 3. „Wenz“, der 4. „weiter“: Das Spiel wurde nicht abgenommen, das Ansagen ist nach einer Runde beendet. Es wird ein Wenz gespielt.
- Der 1. und 2. Spieler sagen „weiter“, der 3. „Wenz“, der 4. „Muck“: Das Spiel wurde abgenommen, also gibt es eine neue Ansagerunde. Spieler 1 darf z. B. „Schneiderwenz“ sagen, obwohl er in der 1. Ansagerunde „weiter“ gesagt hat.

Die genauen vor Ort üblichen Regeln zum Ansagen variieren allerdings genauso, wie die zugelassenen Spiele und deren Reihenfolge.

### Kontra, Re, Sup/Bock, Hirsch
Je nach Vereinbarung kann vor oder beim Ausspielen der ersten Karte ein Spieler des Nichtspieler-Paars ein Kontra geben, falls dieser denkt, dass das Spieler-Paar das Spiel nicht gewinnen wird. Mitunter wird ein Kontra durch das Klopfen auf den Tisch angezeigt. Ein Kontra verdoppelt den Wert des Spiels. Übliche Praxis beim Kontra ist die Übernahme des Spiels durch das Nichtspieler-Paar („Kontra übernimmt“). D. h. dieses benötigt nun 61 Punkte zum Sieg bei einem normalen Spiel bzw. das ursprünglich ansagende Paar darf bei einem schneider angesagten Spiel maximal 30 Punkte bekommen bzw. bei einem schwarz angesagten Spiel keinen Stich machen.
Das Kontra kann, sofern dies vereinbart und zulässig ist, durch den Spieler oder seinen Partner mit einem Re (evtl. von „Retour“) erwidert werden, wodurch sich der Spielwert nochmals verdoppelt, was wiederum durch die weiteren Verdoppelungen Sup und Hirsch beantwortet werden kann.
Oft ist nur ein „einfaches“ Kontra zulässig.

### Wenn kein Spieler gefunden wird
Sollte kein Spieler ein Spiel ansagen, gibt es verschiedene Möglichkeiten, was in diesem Fall passiert. Das Vorgehen wird wie die zugelassenen Spiele anfangs festgelegt.
Folgende Möglichkeiten sind gängig:
- Es wird eingeworfen, das heißt, es wird erneut (vom im Uhrzeigersinn folgenden nächsten Geber) gemischt und ausgegeben. Oft wird das folgende Spiel danach doppelt gewertet. Nach mehrfachem Einwerfen kann z. B. vereinbart sein, dass so viele Spiele danach doppelt gelten, wie oft eingeworfen wurde, oder das nächste Spiel entsprechend vierfach usw. gezählt wird.
- Teils ist auch ein Muss-Spiel gebräuchlich, das heißt, der Besitzer einer bestimmten Karte (z. B. des Eichel-Obers, des Alten) muss ein Spiel ansagen.
- Eine weitere Möglichkeit ist das Mucken um einen Punkt. Beim Mucken um einen Punkt gibt es dann immer nur einen Punkt, auch, wenn das Spiel schneider oder schwarz gewonnen wird. Für einen Punktegleichstand gibt es teils Sonderregeln (s. u.).
- Eine andere Variante ist das Spielen eines Ramschs.

### Ausspielen der Karten, Zugeben und Stechen
Ist ein Spiel angesagt, spielt der eröffnende Spieler (links neben dem Geber) die erste Karte an (er kommt raus). Anschließend spielen die Spieler nacheinander im Uhrzeigersinn jeweils eine Karte aus (entweder per Zugeben oder Stechen). Sobald vier Karten auf dem Tisch liegen, entscheidet sich, welchem Paar der Stich gehört. Einer der Spieler des Paars nimmt die Stichkarten an sich und legt sie umgekehrt zur Seite. Derjenige Spieler, der den Stich gemacht hat, spielt die nächste Karte an. Der weitere Verlauf erfolgt analog, bis alle 24 Karten, entsprechend 6 Stichen, gespielt sind (resp. 8 Stiche beim langen Blatt).
Je nach Art der jeweils angespielten Karte unterscheidet man Farbe und Trumpf. Die als Trumpf geltenden Karten gehören nicht zu ihrer eigentlichen Farbe.
Grundsätzlich muss immer zugegeben werden: Wenn man eine zu der zuerst ausgespielten (angespielten) Karte passende Karte hat, muss man sie zugeben, bei mehreren passenden hat man die Wahl, welche man ausspielt. Beispiel: Ist Eichel angespielt, dann muss man eine Eichel-Karte ausspielen, unabhängig davon, ob sie höher oder niedriger ist, als die angespielte Karte. Zu beachten ist, dass Trumpf keine Farbe ist: Ein Eichel-Unter müsste z. B. bei einem Wenz nicht zugegeben werden, wenn Eichel angespielt ist, wohingegen ein Eichel-Ober beim Wenz kein Trumpf ist und zugegeben werden müsste.
Muss keine Karte zugegeben werden, kann man stechen, indem man einen Trumpf ausspielt. Es besteht aber kein Zwang zum Stechen: Man kann einen Stich auch weglassen, indem man eine Karte einer anderen Farbe als die der Angespielten ausspielt. Auch das Wegschmeißen eines Trumpfs, also das Ausspielen eines Trumpfs, der niedriger ist, als ein schon gespielter ist zulässig und mitunter taktisch nötig.
Es gibt verschiedene Möglichkeiten, den Stich zu machen, also zu gewinnen:
- Sind keine Trümpfe im Stich (besteht er also nur aus Farben), dann hat derjenige Spieler den Strich gemacht, der das höchste Bild der angespielten Farbe ausgespielt hat. Karten einer anderen Farbe zählen nicht.
- Befindet sich genau ein Trumpf im Stich dann hat derjenige Spieler den Stich gemacht, der den Trumpf gespielt hat.
- Sind mehrere Trümpfe ausgespielt worden, macht der höchste der Trümpfe den Stich.

Durch geschicktes Ausspielen kann man seinem Mitspieler regelkonform Hinweise auf das eigene Blatt geben. So kann man z. B. durch das Nei- oder Wegschmieren einer As, deren Farbe nicht angespielt war, dem Mitspieler anzeigen, dass man auch noch die zugehörige 10 hat etc.
Ist ein Stich noch nicht abgeschlossen (liegen also die Karten noch ganz oder teilweise offen auf dem Tisch), hat jeder Spieler das Recht, auf Anfrage den vorhergegangenen (bereits umgedrehten) Stich einzusehen.
Falsches oder unterlassenes Zugeben, Stechen trotz Zugebezwang, Vorwerfen oder verbale Spielbeeinflussung hat i. d. R. den Verlust des Spiels zur Folge („schwarz verloren“). Besonders strenge Regeln diesbezüglich gelten für gewöhnlich auf Muckturnieren.

### Zählen und Ermitteln des Gewinners eines Spiels

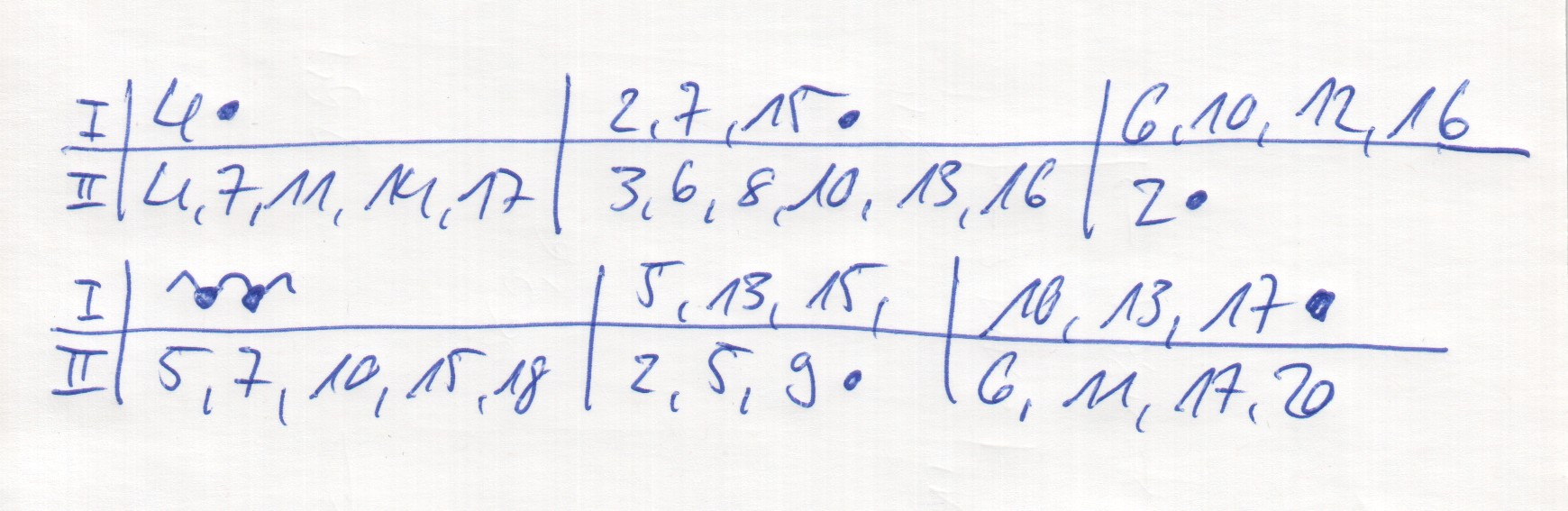
Typischer Spielstandzettel einer Muckrunde

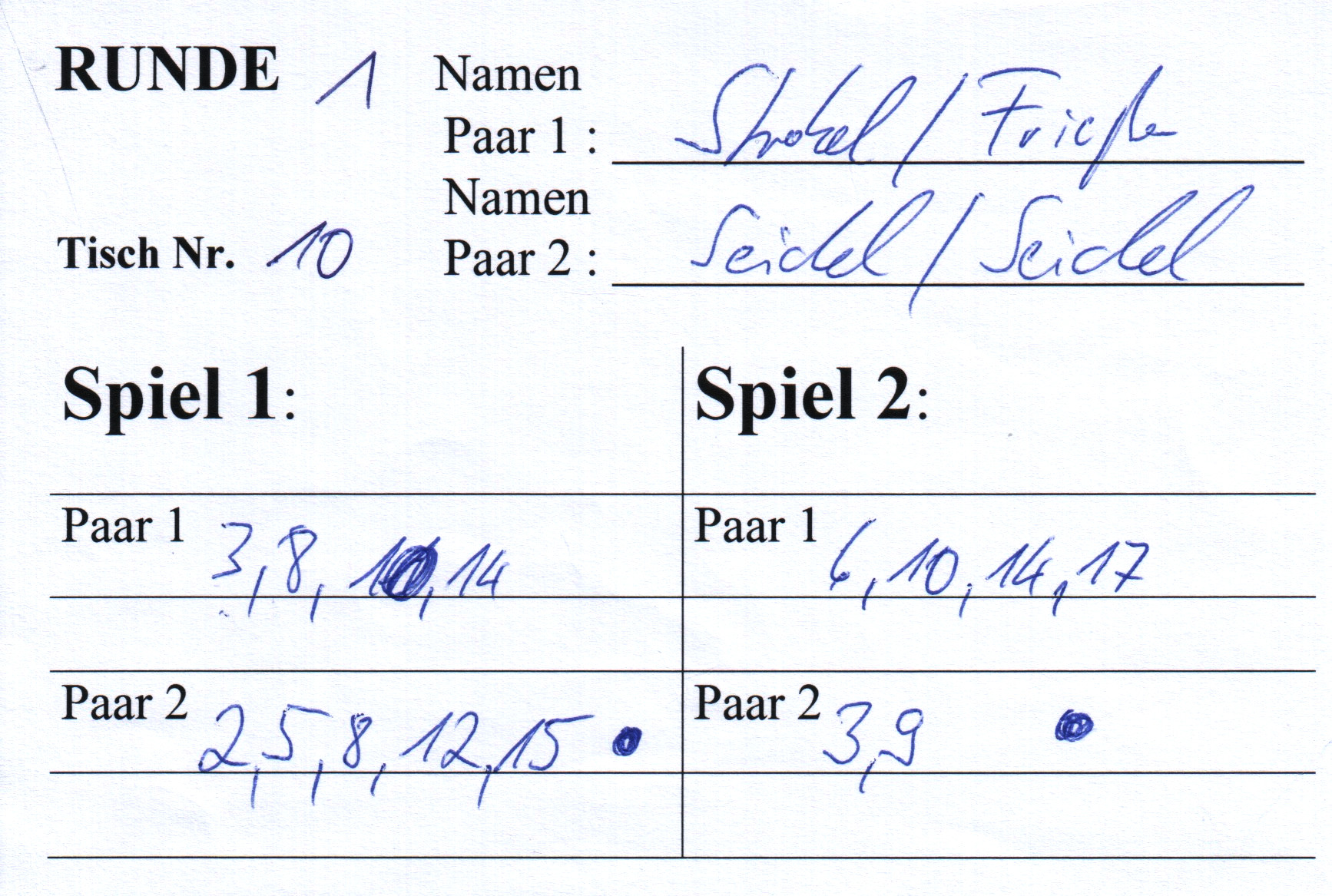
Typischer Spielstandzettel eines Muckturniers

Die genauen Voraussetzungen für das Gewinnen eines Spiels ergeben sich aus dem angesagten Spiel. Alle Karten zählen 120 Punkte/Augen.
Grundsätzlich gilt:
- Ein normal angesagtes Spiel ist dann gewonnen, wenn das ansagende Paar mehr als 60 Punkte erreicht hat. Bei 60:60 hat das nicht ansagende Paar gewonnen (wobei es hier oft Sonderregeln für Pflichtspiele etc. gibt)
- Ein „schneider“ angesagtes Spiel ist dann gewonnen, wenn das gegnerische Paar nicht mehr als 30 Punkte erreicht hat (also nicht „schneiderfrei“ ist)
- Ein „schwarz“ bzw. als „Tout“/„Du“ oder „Aufstand“ angesagtes Spiel (diese Ansagen werden i. d. R. synonym verstanden) ist dann gewonnen, wenn das gegnerische Paar keinen Stich gemacht hat. Zu beachten ist hierbei, dass theoretisch ein Stich mit vier 9ern möglich ist, der zwar null Punkte zählt, aber dennoch ein Stich ist.

Dem Paar, das gewonnen hat, werden die für das angesagte Spiel und den Spielverlauf entsprechenden Punkte gutgeschrieben. Wie viele Punkte das sind, hängt von der vereinbarten Reihenfolge der Spiele ab und variiert von Ort zu Ort. Als Beispiel sei hier eine Wertungstabelle für „Muck über Wenz“ genannt:
| Angesagtes Spiel | gewonnen | schneider | schwarz |
| ---------------- | -------- | --------- | ------- |
| Wenz             | 2        | 3         | 4       |
| Muck             | 3        | 4         | 5       |
| Schneiderwenz    | –        | 4         | 5       |
| Schneidermuck    | –        | 5         | 6       |
| Schwarzwenz      | –        | –         | 8       |
| Schwarzmuck      | –        | –         | 10      |

Oft werden Wenz und Geier gleich bewertet, wenn mit Geier gespielt wird. Ist ein Wenz höherwertig als ein Muck, dann gibt es entsprechend dafür mehr Punkte.
Für gewöhnlich werden die Punkte bis zum Erreichen bzw. Überschreiten eines definierten Punktelimits aufaddiert (üblicherweise 21, seltener 31). Eine solche Spieleinheit ist ein Bobbl. Das Paar, was zuerst die nötigen Punkte erreicht (oder theoretisch überschreitet), hat den Bobbl gewonnen (üblicherweise wird der letzte Spielstand nicht mehr aufgeschrieben). Das Verliererpaar bekommt den Bobbl, was visuell durch einen dicken Punkt hinter dem letzten Spielstand auf dem Spielstand notiert wird. Mitunter wird der Bobbl beim Verlieren zu null zu einem doppelten Bobbl erweitert, der dann zeichnerisch als Brille dargestellt wird (mit oder ohne Auswirkung auf die Wertung).
Teilweise werden mehrere Bobbl zu einem Hänger kombiniert. Dieser besteht dann aus zwei oder drei Bobbln: Zum Gewinnen des Hängers müssen zwei Bobbl gewonnen werden. Wird einer gewonnen und einer verloren, dann gibt es den dritten „Entscheidungs“-Bobbl, man geht in den Hänger.

## Die Spiele
Welche Spiele gespielt werden können, und wie ihre Reihenfolge ist (welches Spiel „über“ welches geht), wird anfangs vereinbart. Normalerweise wird immer mit Muck und Wenz gespielt, mitunter auch mit Geier.
Eine regionale Besonderheit wird in Draisendorf gespielt: Hier gibt es auch sog. „Farb-Soli“. Diese entsprechen einem Muck (und werden auch als Paar gespielt), allerdings sind nicht die roten Karten Trümpfe, sondern andere Farben.

### Einfache Spiele

#### Muck
Beim Muck sind Ober, Unter und alle Herz-Karten Trumpf.
| Trümpfe      | Trümpfe   | Trümpfe  |
| ------------ | --------- | -------- |
| O U A 10 K 9 |           |          |
| Farben       |           |          |
| Eichel/Ecker | Grün/Gras | Schellen |
| A 10 K 9     | A 10 K 9  | A 10 K 9 |

#### Wenz
Beim Wenz gibt es nur vier Trümpfe, nämlich die Unter bzw. Wenzen in der Reihenfolge Eichel, Grün/Gras, Herz und Schellen. Die Ober werden in den Farben zwischen König und Neun eingereiht, Herz gilt als normale Farbe.
| Trümpfe      | Trümpfe    | Trümpfe    | Trümpfe    |
| ------------ | ---------- | ---------- | ---------- |
| U U          |            |            |            |
| Farben       |            |            |            |
| Eichel/Ecker | Grün/Gras  | Herz       | Schellen   |
| A 10 K O 9   | A 10 K O 9 | A 10 K O 9 | A 10 K O 9 |

#### Der Geier
Der Geier entspricht einem Wenz – mit dem Unterschied, dass nicht die Unter, sondern die Ober Trümpfe sind. Oft wird kein Geier gespielt, sondern nur Wenz und Muck.
| Trümpfe      | Trümpfe    | Trümpfe    | Trümpfe    |
| ------------ | ---------- | ---------- | ---------- |
| O O          |            |            |            |
| Farben       |            |            |            |
| Eichel/Ecker | Grün/Gras  | Herz       | Schellen   |
| A 10 K U 9   | A 10 K U 9 | A 10 K U 9 | A 10 K U 9 |

### Erhöhte Spiele
Die einfachen Spiele können erhöht werden. Hierbei kündigt der ansagende Spieler an, dass das gegnerische Paar entweder nur eine begrenzte Anzahl an Punkten erreichen, oder gar keinen Stich machen wird. Dies wird mit einer höheren Punktwertung des jeweils entsprechend angesagten Spiels honoriert.

#### Schneider
Bei einem schneider angesagten Spiel kündigt der ansagende Spieler an, dass das gegnerische Paar nicht schneiderfrei werden, also maximal 30 Punkte bekommen wird. Ein Schneider-Spiel ist beim Ansagen höherwertig als ein normales.

#### Schwarz/Tout/Du/Aufstand
Bei einem schwarz bzw. als Tout, Du oder Aufstand (resp. Auf) angesagten Spiel (i. d. R. werden diese Begriffe alle synonym benutzt) kündigt der ansagende Spieler an, dass das gegnerische Paar keinen Stich machen wird (beachte: Ein Stich mit vier 9ern zählt zwar null Punkte, ist aber trotzdem ein Stich). Ein so angesagtes Spiel ist höherwertig als ein Schneider-Spiel.
Die Bezeichnung Du ist wohl vom französischen Tout (alles) abgeleitet, da die (inkorrekte) fränkische Aussprache von Tout wie Du klingt.

#### Sie
Regional wird vom Tout/Du noch der Sie unterschieden: Das ist dann das höchstwertige Spiel, das zustande kommt, wenn ein Spieler alle vier Ober und die zwei höchsten Unter erhält. Die Herkunft des Namens ist unklar, wahrscheinlich handelt es sich um eine volksetymologische Analogie zum Tout. Ein Sie wird nicht regelkonform ausgespielt. Gleich nach dem Geben werden die Karten auf den Tisch gelegt (der Spieler würde in jedem Fall sowieso alle Stiche machen). Das Zustandekommen eines Sies ist ein seltenes Ereignis. In vielen Wirtshäusern wird dies durch den Brauch gewürdigt, die entsprechenden Karten nicht mehr zu verwenden, sondern einzurahmen und mit Datum und dem Namen des Spielers versehen an die Wand zu hängen.
Hierbei gibt es auch regionale Unterschiede. Wenn z. B. „Wenz über Muck“ gespielt wird, ist ein Muck Tout niedriger als ein Wenz Tout, so dass es keinen Sie oder eine entsprechende Regel gibt.

### Sonderformen

#### Pflichtmuck
Wenn niemand etwas angesagt hat, kann ein Pflichtmuck gespielt werden. Unabhängig davon, ob das Spiel schneider oder auch schwarz gewonnen wurde, gibt es für dieses Spiel nur einen Punkt für die Gewinner. Teilweise gibt es auch Sonderregeln für einen Spielausgang von 60:60, z. B. dass dann das Spiel in diesem Fall überhaupt nicht gewertet wird, oder dass das Paar verloren hat, das eine bestimmte Karte hatte (z. B. den Eichel-Ober).

#### Muss-Spiel/Pflichtspiel
Das Muss-Spiel oder Pflichtspiel ist ebenfalls eine Variante für den Fall, dass kein Spiel angesagt wurde. Zumeist muss dann der Besitzer einer bestimmten Karte (z. B. des Eichel-Obers) ein Spiel ansagen. Mitunter gelten beim Muss-Spiel Besonderheiten beim Auszählen. Beispielsweise gilt das Spiel für das spielende Paar (wenn der Besitzer einer bestimmten Karte das Spiel ansagen muss) bereits mit 60 Augen als gewonnen und – für das gegnerische Paar – mit 30 Augen als schneiderfrei.

#### Ramsch
Der Ramsch ist ebenfalls eine Variation des Spiels, wenn keine Spielansage stattgefunden hat. Oft hat auch der letzte Mann die Möglichkeit, Ramsch anzusagen, falls die vor ihm sitzenden Spieler alle nichts angesagt haben.
Es gelten dieselben Trümpfe wie beim Muck, aber es geht darum, möglichst wenig Augen zu machen. Das Team mit den meisten Augen verliert. Haben die Teams dieselbe Augenzahl, so verliert das Team mit den meisten Stichen. Ist die Stichzahl ebenfalls gleich, verliert das Team mit den meisten Trümpfen in den Stichen. Ist auch diese Zahl gleich, so verliert das Team mit dem höheren Trumpf.
Beim Ramsch besteht häufig auch ein Stich-Zwang, d. h. ein Spieler, der die Wahl hat z. B. Fehlfarbe zuzugeben oder mit einem Trumpf zu stechen, muss dies tun. Der Ramsch wird häufig doppelt gewertet.

#### Durchmarsch
Eine aus dem Skat übernommene Sonderform ist der Durchmarsch, d. h. ein Spieler macht alle Stiche und gewinnt das Spiel.

## Muckturniere
Regional erfreuen sich Muckturniere hoher Beliebtheit. Sie werden – beispielsweise durch Vereine – abendfüllend abgehalten. Der Ablauf eines solchen Turniers variiert ähnlich wie das Regelwerk. Oft werden feste Paare angemeldet, die das ganze Turnier lang zusammenspielen und sich dann auch eine Platzierung teilen. Alternativ können auch einzelne Spieler in jeder Runde einander zugelost werden.
Zumeist wird eine definierte Anzahl an Runden gespielt, die ihrerseits aus einer definierten Anzahl an Bobbln bestehen. Teilweise werden auch, so wie beim Preisschafkopf, pro Runde eine definierte Anzahl an Spielen und keine Bobbl gespielt.

### Erstellung der Rangliste
Es kommen, je nach Turniertyp, verschiedene Auszählverfahren zum Einsatz.
Wenn ein Turnier mit Bobbln gespielt wird, dann bietet sich das Auszählen nach Bobbln und Toren an: Die Rangliste wird zunächst nach der Anzahl der gewonnenen Bobbl sortiert (je mehr, desto besser; wer den Bobbl „bekommen“ hat, hat ihn verloren!). Für gewöhnlich gibt es viele Paare bzw. Spieler, die gleich viele Bobbl gewonnen haben. Deswegen werden bei Bobblgleichstand zur weiteren Differenzierung die Punkte herangezogen, die das jeweilige Paar in seinen verlorenen Bobbln erreicht hat (sog. geschossene Tore, je mehr, desto besser). Sollten sowohl Bobbl, als auch Tore gleich sein, kann als Letztes der Vergleich der Punkte erfolgen, die die Gegner in den gewonnenen Bobbeln des jeweiligen Teams erreicht haben (gegnerische geschossene Tore, je weniger, desto besser).
Wenn keine Bobbl gespielt werden, sondern nur eine definierte Anzahl an Spielen, dann kann nach dem „Plus“- bzw. „Plus-Minus“-Verfahren ausgezählt werden. Hierbei erhalten bei „Plus“ die Gewinner die erreichten Punkte (und die Verlierer keine), bei „Plus-Minus“ erhält jedes Team die erreichten Punkte abzüglich der Punkte der Gegner. Zu beachten ist hierbei, dass bei beiden Verfahren das Gewinnen von Bobbln nicht gewertet wird: Es gewinnt nicht zwingend das Paar oder der Spieler, das oder der die meisten Bobbl gewonnen hat bzw. verliert nicht unbedingt das Paar oder der Spieler mit den wenigsten gewonnenen Bobbln. Deswegen sind beide Verfahren für Turniere, bei denen Bobbl gespielt werden, eher schlecht geeignet.

### Preisvergabe
Meist werden Sachpreise vergeben, für die ersten Plätze gibt es mitunter auch Geldpreise zu gewinnen. Traditionell ist der letzte oder vorletzte Platz mit einem Presssack oder einem Kasten Bier dotiert.